# Consilier al ministrului
Consilier al ministru sau consilier ministru este un termen care se referă la o funcție pe care o persoană  ocupă în cadrul corpului de consilieri ai unui ministru aflat într-o funcție de conducere, în cadrul unui minister de stat.

Spre deosebire de funcționarii publici, consilierii pot fi numiți direct de ministru. 
Atribuțiile pe care le au consilierii de miniștri
1. efectuează sau participă, din dispoziția ministrului numit, la realizarea unor studii, evaluări, la elaborarea unor proiecte de acte normative sau lucrări de sinteză legate de specificul activității ministerului, în cadrul unor grupuri de lucru din minister sau organizate la nivelul Parlamentului, Guvernului sau al altor ministere, instituții sau autorități publice.
2. examinează și propun soluții în probleme privind organizarea și funcționarea ministerului pe care îl reprezintă ca serviciu public, precum și în legătură cu organizarea și funcționarea unităților subordonate ministerului.
3. informează ministrul asupra posibilităților de rezolvare a problemelor ridicate de demnitari, reprezentanți străini și alte persoane primite în audiență, colaborând în acest caz cu celelalte compartimente din minister;
4. îl sesizează cu operativitate pe ministrul cu privire la evenimentele deosebite care se produc în minister sau în unitățile subordonate acestuia;
5. colaborează cu personalul din cadrul ministerului și al unităților subordonate acestuia pentru rezolvarea sarcinilor curente;
6. colaborează cu orice instituție publică sau neguvernamentală, în scopul îndeplinirii sarcinilor ministerului
7. prezintă ministrului corespondența primită la cabinet și, după caz, întocmesc răspunsurile;
8. prezintă ministrului proiectele de acte normative inițiate de minister sau transmise, spre avizare, de către alte instituții publice și, după caz, formulează observații cu privire la acestea;
9. însoțesc demnitarul care participă la ședințele Guvernului sau ale Parlamentului, la solicitarea acestuia, realizând sarcinile care se impun în timpul acestor ședințe;
10. colaborează cu direcțiile de specialitate din minister
11. primesc de la secretarii de stat, subsecretarul de stat, secretarul general, directorii generali și conducerile compartimentelor din minister documentele care trebuie prezentate ministrului;
12. colaborează cu direcțiile de specialitate la elaborarea de studii și formularea de propuneri în legătură cu obligațiile ce revin ministerului și autorităților judiciare în relația cu organismele internaționale și alte autorități străine, în probleme juridice cu elemente de extraneitate;
13. îndeplinesc orice alte sarcini încredințate de ministru.

Fișa postului